# Manuel Fraga
Manuel Fraga Iribarne (Villalba, 23 de noviembre de 1922-Madrid, 15 de enero de 2012) fue un político, diplomático y profesor universitario español, vicepresidente segundo del Gobierno de España entre 1975 y 1976, presidente de la Junta de Galicia entre 1990 y 2005 y ministro de Información y Turismo entre 1962 y 1969. Es considerado una de las figuras más longevas y relevantes del segundo franquismo y la Transición en España.
Catedrático de Derecho Político y de Teoría del Estado y Derecho Constitucional, su trayectoria política se inició en los años cincuenta, y en 1962 fue nombrado ministro de Información y Turismo. Como parte de su mandato, aprobó la Ley de Prensa de 1966, que introducía criterios más laxos que su predecesora pero mantenía la censura, como parte del «proceso de institucionalización» del régimen que buscaba proyectar una imagen menos autoritaria hacia el exterior. En este sentido, Fraga promovió intensamente la industria turística y acuñó el eslogan promocional Spain is different! ("¡España es diferente!"), así como la campaña propagandística de los «Veinticinco años de paz». Durante su mandato se produjeron también los asesinatos del estudiante Enrique Ruano y el político Julián Grimau, que despertaron grandes movilizaciones en España y el exterior, y el incidente de Palomares, en respuesta al cual se produjo una popular imagen del dirigente con el embajador estadounidense.
Tras su salida del Gobierno por presiones del vicepresidente, Luis Carrero Blanco, en 1969, fomentó su imagen aperturista y fue nombrado embajador de España en el Reino Unido (1973-1975), cargo que abandonó para ser ministro de Gobernación y Vicepresidente segundo del Gobierno de España (1975 -1976) bajo la presidencia de Carlos Arias Navarro. Este mandato estuvo marcado por un aumento de la represión, reflejado en la frase «La calle es mía» y que tuvo como episodios más destacados la matanza de los Sucesos de Vitoria, la detención de los líderes de la oposición antifranquista y los sucesos de Montejurra.Tras el nombramiento de Adolfo Suárez como Presidente del Gobierno, fundó Reforma Democrática, que se transformaría en Alianza Popular. Fue candidato a la presidencia del Gobierno de España en cuatro ocasiones entre 1977 y 1986 por este partido, y participó en la redacción de la Constitución de 1978 como uno de sus «padres». En los años siguientes fue eurodiputado y en 1989 refundó Alianza Popular como el Partido Popular, que se convertiría en uno de los dos partidos mayoritarios en las décadas siguientes. Fue presidente de la Junta de Galicia entre 1990 y 2005, en un mandato caracterizado por un galleguismo culturalista y, en su etapa final, el desastre del Prestige, y finalmente senador desde 2006 hasta poco antes de su muerte en 2012.
Tuvo cinco hijos biológicos y una hija adoptiva. Hablaba ocho idiomas (gallego, castellano, francés, inglés, italiano, alemán, portugués y euskera).

## Trayectoria durante el franquismo

### Inicios
Nacido en la localidad lucense de Villalba el 23 de noviembre de 1922, su madre, María Iribarne Dubois (de quien aprendió francés), era vascofrancesa. Su padre, Manuel Fraga Bello, fue alcalde de Villalba durante la dictadura de Primo de Rivera. Manuel fue el primogénito de una familia de doce hijos.
Formado en Derecho, Política y Economía, Fraga ingresó por oposición con el número uno en el Cuerpo de Letrados de las Cortes en 1945 y en 1947 en la Escuela Diplomática. Fue alférez de la Milicia Universitaria. En 1948 obtuvo la Cátedra de Derecho político de la Universidad de Valencia y en 1953 la de Teoría del Estado y Derecho Constitucional de la Facultad de Ciencias Políticas y Económicas de la Universidad de Madrid, en donde fue profesor hasta 1987.
En 1951 fue designado secretario general del Instituto de Cultura Hispánica. En 1953, el ministro de Educación Nacional, Joaquín Ruiz-Giménez Cortés, lo nombró secretario del Consejo de Educación (dos años más tarde, sería secretario general técnico del Ministerio correspondiente). En 1956 se convirtió en el director del Instituto de Estudios Políticos y en 1957 fue nombrado delegado nacional de Asociaciones, que era una de las delegaciones de la recién creada secretaría general del Movimiento.

### Ministro de Información y Turismo (1962-1969)

#### Spain is differenty promoción del turismo
Su primer cargo político relevante fue el de ministro de Información y Turismo, que ejerció desde el 10 de julio de 1962 hasta 1969. Formó parte, por tanto, del noveno Gobierno durante la dictadura (1962-1965).

Su paso por el Ministerio estuvo marcado por dos principios fundamentales: una defensa incondicional del régimen combinada con una propuesta de reformas, autocalificadas de «aperturistas», indispensables, desde su perspectiva, para asegurar la continuidad de aquel.

A lo largo de la década en que estuvo al cargo del ministerio, Fraga se convirtió en uno de los dos principales representantes (el otro era José Solís Ruiz) del llamado «sector reformista» (frente al «inmovilista») del régimen. Esta tendencia propugnaba la necesidad de pequeñas reformas institucionales para adecuar el régimen a lo que los cambios económicos y sociales exigían; entre ellas, y con la mente puesta en lo que pasaría tras la muerte de Franco, sugerían que el Consejo Nacional del Movimiento tuviese capacidad de iniciativa política, para dotarlo de la fortaleza necesaria para garantizar el proceso de continuidad hacia la monarquía.
Durante el verano de 1966, formó parte de la comisión que se encargó de redactar el borrador de la ley orgánica del Estado que se aprobaría en noviembre, ley que cerraba el entramado institucional del régimen y que aseguraba la monarquía como forma futura de gobierno. Con motivo de la celebración de la Pascua Militar de enero de 1967, le fue concedida la Gran Cruz del Mérito Militar. En cuanto a su labor ministerial, Fraga promovió el desarrollo de la industria turística. De estos años es el eslogan Spain is different! ("¡España es diferente!").
Los ingresos por turismo se convirtieron rápidamente en el principal capítulo de la economía nacional y, sumados a los envíos del numeroso contingente de emigrantes, sirvieron para permitir una mejora considerable de las condiciones de vida de los españoles a través de la entrada de divisas. Como una consecuencia indirecta, las nuevas costumbres traídas por los turistas se convirtieron en un factor más de debilitamiento del régimen, identificado con un catolicismo preconciliar.

#### Crisis internacional y «Veinticinco años de paz»

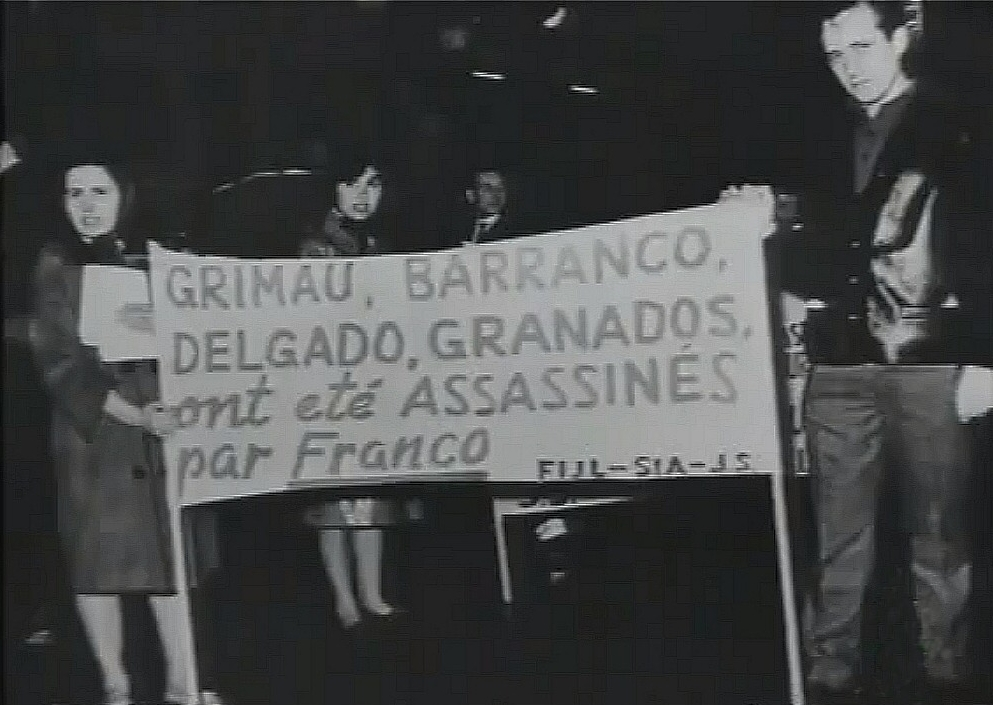
Protesta en París en 1963 contra los asesinatos de Julián Grimau, Manuel Moreno Barranco, Francisco Granados Gata y Joaquín Delgado Martínez.

Por otra parte, en tanto que ministro portavoz informó de la ejecución de prisioneros políticos, siendo el caso de mayor eco internacional el asesinato del dirigente comunista Julián Grimau, al que se refirió como «ese caballerete» en rueda de prensa. Fue fusilado en 1963, y Fraga justificó entonces y posteriormente su ejecución.Entre las figuras que realizaron peticiones de clemencia para evitar su asesinato se contaron la reina Isabel II de Inglaterra, el papa Juan XXIII y grandes grupos de manifestantes, particularmente en Francia, donde Charles de Gaulle debió posponer las negociaciones con España para su ingreso en la Comunidad Económica Europea. Jorge Semprún, novelista y exministro del PSOE, aseveró que «Fraga fue uno de los ministros que fusilaron a Grimau».A estas protestas se sumaron las motivadas por las ejecuciones de los anarquistas Francisco Granados Gata y Joaquín Delgado Martínez y la muerte en prisión del escritor Manuel Moreno Barranco.
Desde finales de 1963 y durante todo el año siguiente, Fraga dirigió personalmente desde el ministerio una campaña propagandística denominada «Veinticinco años de paz», con la que el gobierno pretendía mejorar la imagen del régimen sobre todo en el interior.La celebración de la «paz» y un imaginario de conciliación buscaban distanciarse del énfasis en la «victoria» sobre los vencidos que había caracterizado la propaganda del régimen hasta entonces y que los sectores inmovilistas defendían, en un momento delicado para la imagen del régimen.
Tras el accidente sufrido en 1966 por un bombardero estadounidense en Palomares, a consecuencia del cual se produjo una fuga radioactiva y la caída de varias bombas de hidrógeno (una en el mar y tres en tierra, dos de las cuales esparcieron material radioactivo en una superficie de 226 hectáreas), Fraga se bañó junto con el embajador estadounidense en la playa de Quitapellejos, en Palomares, en un intento de calmar a la opinión pública y mostrar que no había riesgo alguno,algo que una investigación posterior del Gobierno estadounidense probó falso.
En 1969 la Brigada Político-Social asesinó al estudiante Enrique Ruano tras su detención por haber supuestamente arrojado propaganda de CCOO, desatando una oleada de protestas nacionales e internacionales. Fraga, en su puesto de ministro, llamó por teléfono al padre del estudiante para amenazarle con detener a su otra hija Margot, también militante antifranquista, si no cesaba en sus protestas. El entonces director del diario ABC, Torcuato Luca de Tena, confesó que Manuel Fraga Iribarne le dio las órdenes para publicar anotaciones del diario íntimo de Ruano, manipulándolas a fin de que pareciese una persona inestable que se había suicidado.Cuatro días después del suceso el Gobierno decretó el estado de excepción.

#### Ley de Prensa e Imprenta
La Ley de Prensa que Fraga presentó en 1966 se había ido gestando durante la etapa de su antecesor en el cargo, Gabriel Arias Salgado. Constituyó el punto de partida del llamado «proceso de institucionalización» del régimen, que tenía como fin ofrecer una imagen de tolerancia, sobre todo de puertas afuera. En este sentido, la «Ley Fraga» propició que pudiese emerger

la cultura liberal con la aparición de revistas y publicaciones que no pertenecían a la prensa del Movimiento, como Triunfo, Cuadernos para el Diálogo o el diario Madrid.

Entre 1962 y 1966 se fueron tomando determinadas medidas preparatorias para la Ley, como la supresión de consignas o la flexibilización de la censura previa. Con todo, algunos periodistas y publicaciones muy combativos con el franquismo vieron cómo se les impedía publicar o editar, con el objeto de que, una vez aprobada la Ley, no hubiese necesidad de tomar medidas contra ellos que pudiesen poner en entredicho el carácter aperturista de la misma.
La Ley, que se aprobó en contra de la opinión de Carrero Blanco y la indiferencia de Franco, regulaba la libertad de expresión para salvaguardar el Régimen. Establecía unos límites muy ambiguos (que, en todo caso, serían precisados por los tribunales) a la hora de tolerar la crítica o puesta en cuestión del propio Régimen. A estas restricciones, se le sumó en 1968 la aprobación de la Ley de secretos oficiales. Aunque no fue responsabilidad directa de Fraga, pudo haber sido fomentada por él para minimizar las acusaciones de «mostrar tendencias liberales» que se vertían contra su persona por parte de determinados sectores del Régimen.
Durante este periodo se produjeron la dimisión de Miguel Delibes como director del diario El Norte de Castilla ante los intentos de control de Fraga. En 1966 tuvo lugar el secuestro del diario ABC, y dos años después el del Diario Madrid, que fue cerrado en noviembre de 1971 y su edificio volado. El periódico no era visto con buenos ojos por ningún miembro del gobierno, incluido Fraga, que lo veía como un rival a la hora de protagonizar la reforma del sistema desde dentro.
La conflictividad política y social que se incrementó entre 1965 y 1969 animó a los sectores inmovilistas del régimen a imponer de nuevo la censura previa, que dio por finiquitada la Ley de Prensa. En 1967 se encargó también de la Ley de Libertad Religiosa, que supuso una mayor permisividad con las religiones no católicas, lo que él llamaba «el problema de los acatólicos». En 1968 fue comisionado del gobierno para la descolonización de Guinea Ecuatorial. Fue el encargado de firmar el acta de independencia del país el 12 de octubre de 1968.

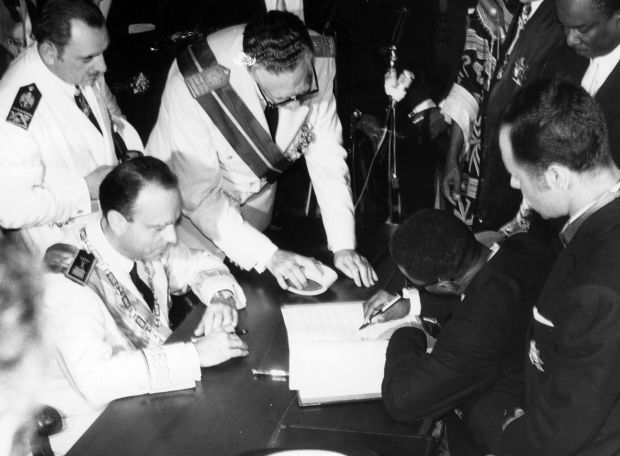
Fraga firmando el Acta de Independencia de Guinea Ecuatorial junto al futuro presidente Macías Nguema (1968).

### Embajador en Reino Unido (1973-1975)
El 24 de enero de 1969 se encargó como secretario del Consejo de Ministros de comunicar a la prensa el decreto de estado de excepción con motivo de la crisis desatada por las reacciones al proceso de Burgos. En clave interna, Fraga aprovechó el caso Matesa para hacer daño a los tecnócratas de Carrero Blanco en el gobierno, varios de los cuales estaban implicados en dicho caso. Como ministro portavoz le dio al caso toda la publicidad que pudo. Franco tomó una medida salomónica destituyendo tanto a los ministros corruptos como a los que dieron publicidad al tema, lo que llevó a la destitución de Fraga el 29 de octubre de 1969.Después de ser ministro y embajador en Londres, ocupó los escaños de procurador en Cortes y consejero nacional del Movimiento. Abandonó temporalmente la política para trabajar en la empresa privada. Ocupó el cargo de director general en la fábrica de Cerveza El Águila de Madrid.
En 1973 fue en la terna que presentó el Consejo del Reino (junto a Carrero Blanco y Raimundo Fernández-Cuesta) al general Franco, para que este designase presidente de gobierno. Ese año fue nombrado embajador de España en el Reino Unido, cargo que ejerció hasta la muerte de Franco. Vendió en el exterior una imagen aperturista de España y contó con el socialista Fernando Morán (que después sería ministro de Exteriores) como cónsul general en Londres y con José Joaquín Puig de la Bellacasa como consejero de embajada. No obstante, cuando un piquete de protesta intentó asaltar la embajada española, Fraga Iribarne apunta en su diario: «Les hice saber que tenía dos escopetas del doce cargadas con perdigones del cuatro». El 16 de abril de 1971 firmó un documento de más de 2000 firmas pidiendo la liberación del secretario personal de Adolf Hitler, Rudolf Hess.
En torno a la personalidad de Fraga se fundó (como sociedad mercantil, puesto que las asociaciones políticas aún no se permitían) el club político GODSA (Gabinete de Orientación y Documentación, S. A.). Desde 1974 se convirtió en una de las asociaciones políticas (aún se evita el nombre de partidos políticos) que permitió el denominado espíritu del 12 de febrero, con el nombre de Reforma Democrática. Frente a la ruptura con la legalidad franquista, abogó por una línea reformista que permitiese llegar, sin convulsiones y de manera controlada, a un régimen democrático.

## Tardofranquismo y Transición

### Vicepresidente y ministro de Gobernación (1975-1976)
En 1975 fue nombrado vicepresidente y ministro de Gobernación (cargo equivalente al actual de Interior) del gobierno de Carlos Arias Navarro, en el primer gobierno del rey Juan Carlos. Este mandato estuvo marcado por un aumento de la represión, reflejado en la frase «La calle es mía» y que tuvo como episodios más destacados la matanza de los Sucesos de Vitoria, la detención de los líderes de la oposición antifranquista y los sucesos de Montejurra, que trató de compatibilizar con elementos reformistas frente al inmovilismo de Arias Navarro.

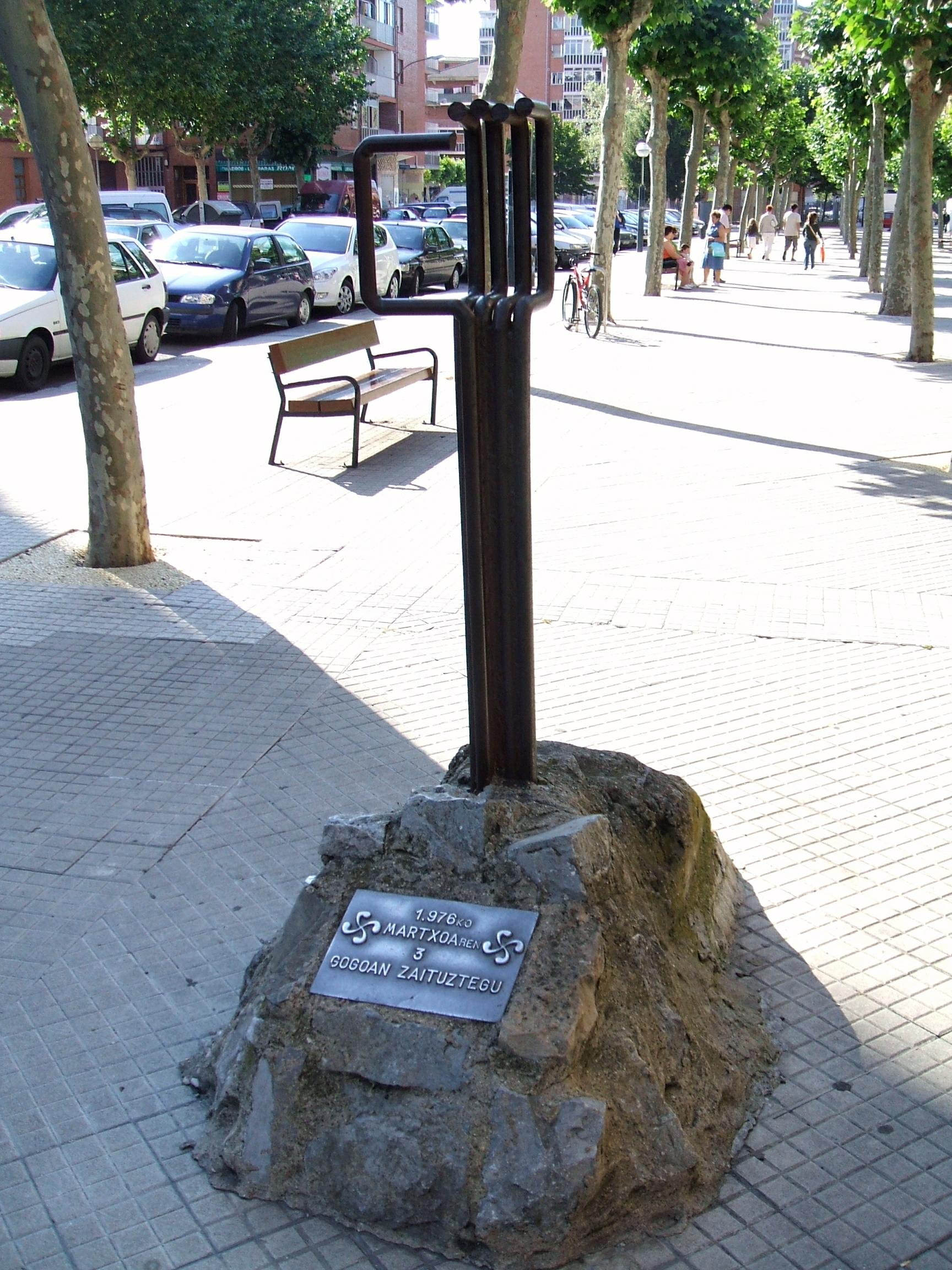
Memorial a las víctimas de los sucesos de Vitoria frente a la iglesia de San Francisco de Asís, donde en 1976 la policía mató a cinco personas e hirió a más de ciento cincuenta durante la represión de una huelga, siendo Fraga ministro de Gobernación.

Bajo su mandato en el Ministerio en 1976, acuñó la frase «La calle es mía», tras el intento de la oposición de manifestarse el Primero de Mayo, al cual se negó. En esta época también se producen incidentes con las fuerzas de seguridad del Estado: los sucesos de Vitoria (1976), donde la Policía Armada mató a tiros a cinco obreros al salir de la iglesia de San Francisco de Asís e hirió a más de 100 personas o la llamada «Operación Reconquista» o sucesos de Montejurra, en la que resultaron dos muertos y varios heridos como consecuencia de un enfrentamiento entre dos facciones rivales del carlismo. Estos acontecimientos debilitaron su imagen de reformista y hombre de centro. En relación con los sucesos de Vitoria, de 3 de marzo de 1976, el Parlamento vasco, en junio de 2008 aprobó resolución reprobatoria de la actuación del político gallego en relación con los mismos. Continuaron actuando los escuadrones de la muerte en el sur de Francia formados por elementos de extrema derecha, con distintos nombres y apoyados por Policía y Guardia Civil. Las denuncias de torturas acreditadas en los informes de Amnistía Internacional aumentaron.[cita requerida]
Fraga afirmó no disponer de suficientes policías para proteger a la líder comunista Dolores Ibárruri si regresaba a España, lo que motivó la condena de su supuesto reformismo por parte del dirigente comunista Ignacio Gallego.Mantuvo reuniones con dirigentes de la oposición como Felipe González y permitió la celebración del XXX Congreso Confederal de la UGT (todavía ilegal) en abril de 1976, en el que Nicolás Redondo fue elegido secretario general. Apoyó una primera pero reducida amnistía. El 19 de junio de 1976, el periodista Cyrus Sulzberger publica en The New York Times que Fraga le ha manifestado que habrá que legalizar al Partido Comunista tras unas primeras elecciones democráticas. Esto le ocasiona una grave erosión por parte de los inmovilistas del régimen, que agitan contra él los prejuicios anticomunistas.
Durante esta época fue, junto al ministro de Exteriores, José María de Areilza, motor de la reforma política. Sin embargo, estos dos ministros divergían del presidente Arias, que no acababa de avanzar en la superación del franquismo. El fracaso del gobierno de Arias se saldó con el nombramiento, como nuevo presidente, del que había sido secretario general del Movimiento, el joven Adolfo Suárez. Este consiguió aglutinar elementos muy heterogéneos, desde miembros del régimen de Franco partidarios de una reforma profunda hasta centristas del interior que habían disfrutado de una relativa tolerancia, en el partido que se llamó UCD. Fraga, junto a Areilza, era uno de los candidatos favoritos por parte de la prensa liberal para presidir el nuevo gobierno, pero finalmente se quedó fuera del mismo.

### Reforma Democrática y Alianza Popular
Fraga no encontró acomodo en UCD, al considerar que era él quien debía liderar el proceso de reforma política, y no Adolfo Suárez, en quien finalmente recayó dicha misión. En 1976 organizó el partido Reforma Democrática, que va encuadrando inicialmente sobre todo a políticos activos del régimen de Franco proclives a una apertura, frente a posturas contrarias a la reforma como las de José Antonio Girón de Velasco o Blas Piñar.
El 23 de septiembre de 1976 fundó Alianza Popular, una federación de fuerzas de derecha, partidarias de una democracia de corte europeo y de limitadas autonomías regionales que frenase el avance social del marxismo y del independentismo. En un primer momento parecía que Fraga se disponía a formar un partido de centro junto con José María Areilza y Pío Cabanillas. Sin embargo, finalmente, el exministro de Gobernación se alió con siete expolíticos franquistas, que formarían lo que la prensa llamó «los siete magníficos», casi todos exministros de Franco y, por lo tanto, de la derecha más conservadora. Junto a Fraga, formaron la coalición derechista Gonzalo Fernández de la Mora, Laureano López Rodó, Cruz Martínez Esteruelas, Federico Silva Muñoz, Licinio de la Fuente, Gregorio López Bravo y Enrique Thomas de Carranza.
Al fundar Alianza Popular, Fraga dijo: "creemos en la democracia, pero en la democracia con orden, con ley y con autoridad". Alianza Popular trataba de ejercer "una acción que tiende a que una gran parte de las fuerzas conservadoras del país formen un grupo que acepte las reglas democráticas y del sufragio". La nueva fuerza política contó en sus filas con 183 procuradores de las Cortes.

En junio de 1977 se celebraron las primeras elecciones democráticas, con Manuel Fraga como candidato a presidente del gobierno por Alianza Popular. Esta fuerza política se consideraba heredera del «franquismo sociológico» y creía que tenía serias posibilidades de ganar las elecciones. Sin embargo, sólo obtuvo 16 diputados, por debajo del 10 % de los sufragios y alrededor de un millón y medio de votos. Como era de esperar, fue el centro de Suárez (UCD) el que ampliamente las ganó.

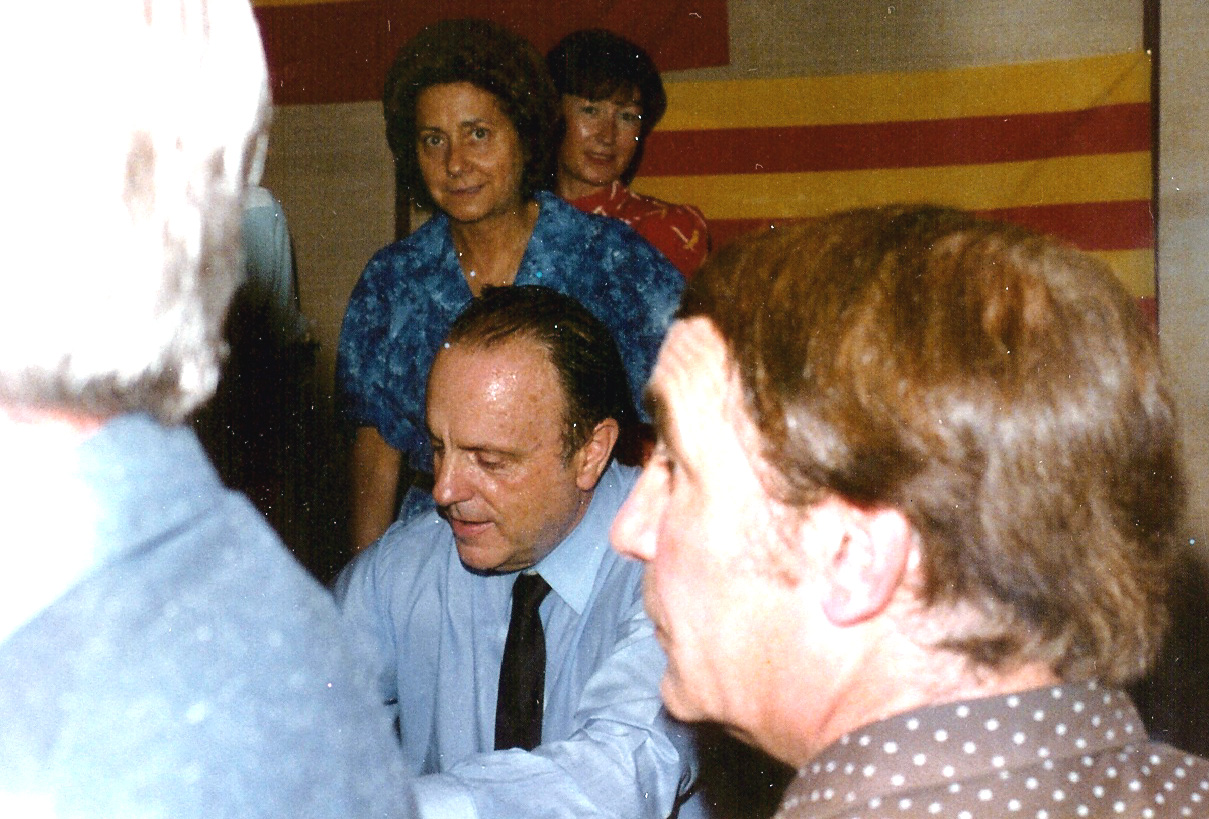
Manuel Fraga Iribarne en una campaña electoral durante la Transición Española.

### Constitución
Durante 1977 y 1978 colaboró en la redacción de la Constitución Española. Formó parte de la ponencia en representación de AP, junto a los centristas Gabriel Cisneros, José Pedro Pérez-Llorca y Miguel Herrero y Rodríguez de Miñón, el socialista Gregorio Peces-Barba, el comunista Jordi Solé Tura y el nacionalista catalán Miquel Roca. En esa época declaró sobre la problemática de las nacionalidades históricas y el carácter de España como nación:

El concepto de nación no se puede acuñar a voluntad; no basta una particularidad lingüística, étnica o administrativa; sólo la suma de un gran territorio compacto, de tradición cultural común y con proyección universal; una viabilidad económica; una organización política global, probada por siglos de Historia, sólo eso constituye una nación. Y no es el momento de volver sobre el hecho indiscutible de que nación y nacionalidad es lo mismo.

Su contribución a la Constitución y al consenso fue importante en estos años. Presentó al líder comunista Santiago Carrillo en una conferencia del Club Siglo XXI. Su actitud conciliadora, abierta y proclive al consenso provocó que los grupos más a la derecha abandonasen AP.

## Etapa democrática

### Coalición Democrática
Fraga abandonó brevemente la política en 1979 convencido de haber fracasado en su intento de crear una fuerza política de centro-derecha que disputara el poder a un Partido Socialista Obrero Español (PSOE) que estaba abandonando el marxismo. Sin embargo, en breve retornó para tratar de dar a su partido, AP, una cara más centrista y moderada, integrando a nuevas personas.
En estos años acuñó el concepto de «mayoría natural», espectro sociológico dominante que abarcaba las clases medias votantes del centro y la derecha. Pactó con Areilza y Osorio la formación de una coalición más centrada que intentaba conectar con lo que entendía que era un sector mayoritario en la población. Su mensaje no caló en el cuerpo electoral, y en las elecciones de 1979 encabezó Coalición Democrática y consiguió un grupo parlamentario de apenas 10 diputados y poco más del 6 % de los votos. Atravesó la denominada «travesía en el desierto» aguardando a que llegase el fin de una UCD cada vez más inestable.[cita requerida]
El 23 de febrero de 1981 Manuel Fraga se encontraba en el Congreso cuando se produjo el intento de golpe de Estado conocido como 23-F. Fraga se enfrentó a los golpistas y les llegó a decir que, o le dejaban salir a él y a todos los diputados o les disparaban.Tras la intentona golpista fue recibido por el Rey junto al resto de líderes de partidos nacionales y al presidente del gobierno.

### Jefe de la oposición (1982-1986)
En las primeras elecciones al Parlamento de Galicia ensayó un cierto viraje autonomista que le permitió alcanzar la victoria y el Gobierno regional para su candidato Gerardo Fernández Albor, un galleguista de perfil moderado. Fue el primer aviso para una UCD en descomposición que dejaba abierto el espacio de centro derecha.

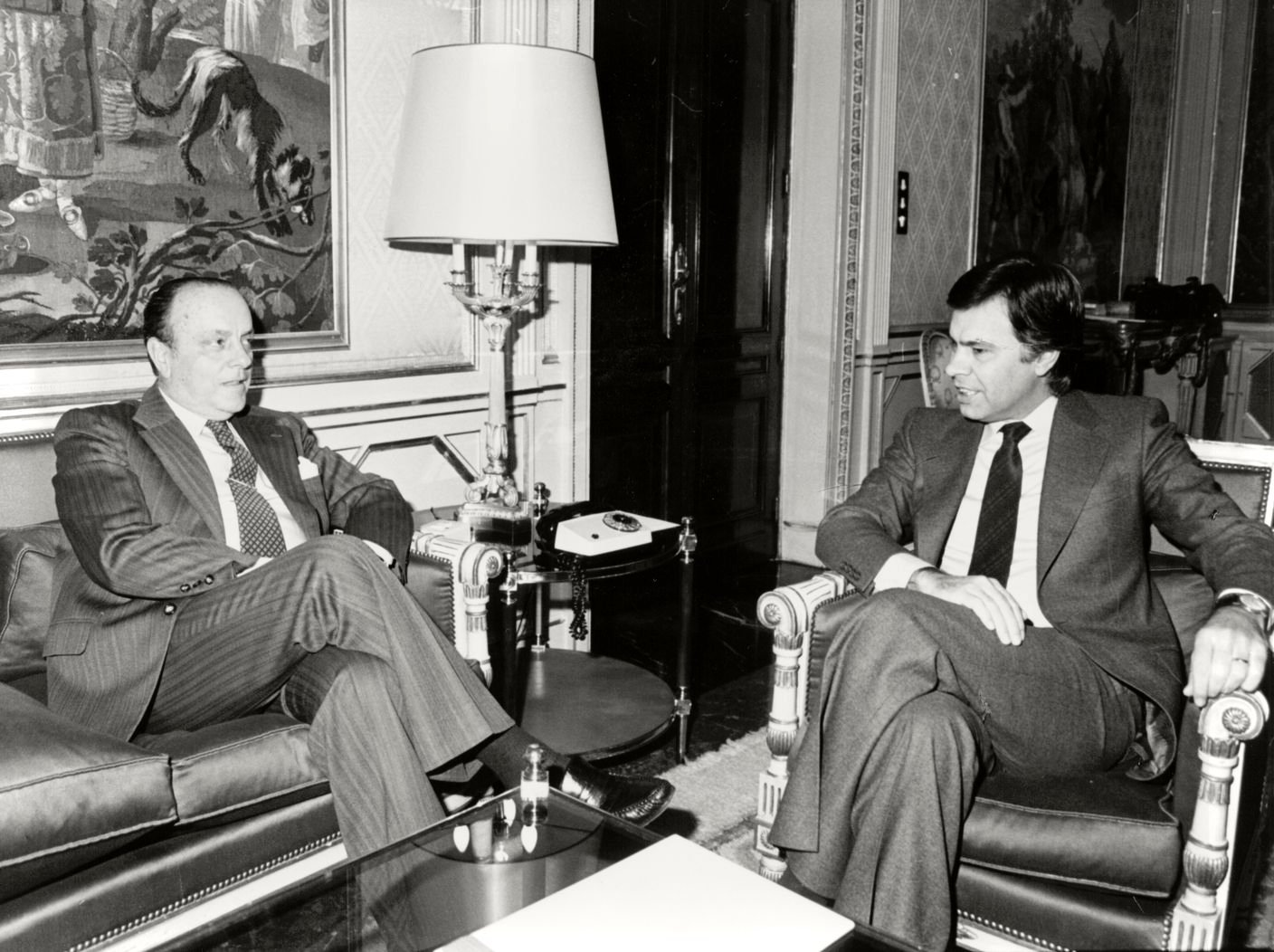
Felipe González recibe en La Moncloa a Fraga el 18 de julio de 1983

Alianza Popular formó en 1982 una amplia coalición con el Partido Demócrata Popular y el Partido Liberal, ambas formaciones procedentes de la UCD, así como con partidos regionalistas de Aragón, Navarra y Valencia. En 1983 Cambio 16 publicó que el jefe de seguridad del presidente de Alianza Popular, Manuel Fraga, era Rodolfo Eduardo Almirón, vinculado a la Triple A, una organización terrorista argentina de ultraderecha.
La Coalición Popular obtuvo un 26 % de los votos en las elecciones de 1982 y 1986, convirtiéndose Fraga en jefe de la oposición. En cierto modo, Fraga fue el gran triunfador de estas elecciones tras Felipe González, ya que consiguió que su fuerza política pase de 9 a 106 diputados y de menos de un millón a más de cinco millones de votos. Constituido en jefe de la oposición al socialista en el gobierno Felipe González, realizó una política proclive al entendimiento en los grandes temas de Estado, aunque con alguna excepción sonada, como la petición de abstención en el referéndum para la integración en la OTAN. En 1986, tras el fracaso de Alianza Popular en las elecciones al parlamento vasco, dimitió y se retiró temporalmente de la política. Dejó en el cargo de presidente de Alianza Popular a Miguel Herrero, el cual se midió con Antonio Hernández Mancha en un congreso del partido que gana el segundo.

### Eurodiputado y refundación
En 1987 encabezó la candidatura de los populares al Parlamento Europeo, convirtiéndose en eurodiputado. Hernández Mancha lideró el partido hasta 1988. Tras una fracasada moción de censura contra Felipe González y los discretos resultados de AP en las locales, autonómicas y europeas de 1987, fue relevado de la dirección del partido por su fundador, Manuel Fraga, que en 1988 se convierte en presidente de AP en Galicia.
En 1989 se celebró el congreso de la refundación. AP pasó a ser el Partido Popular, integrando ahora ya en un solo partido a todo el espectro centrista, liberal, democristiano y conservador que había representado anteriormente la Coalición Popular. El entonces presidente de Castilla y León, un joven José María Aznar, fue designado candidato a la presidencia del gobierno.

### Presidente de la Junta de Galicia (1990-2005)

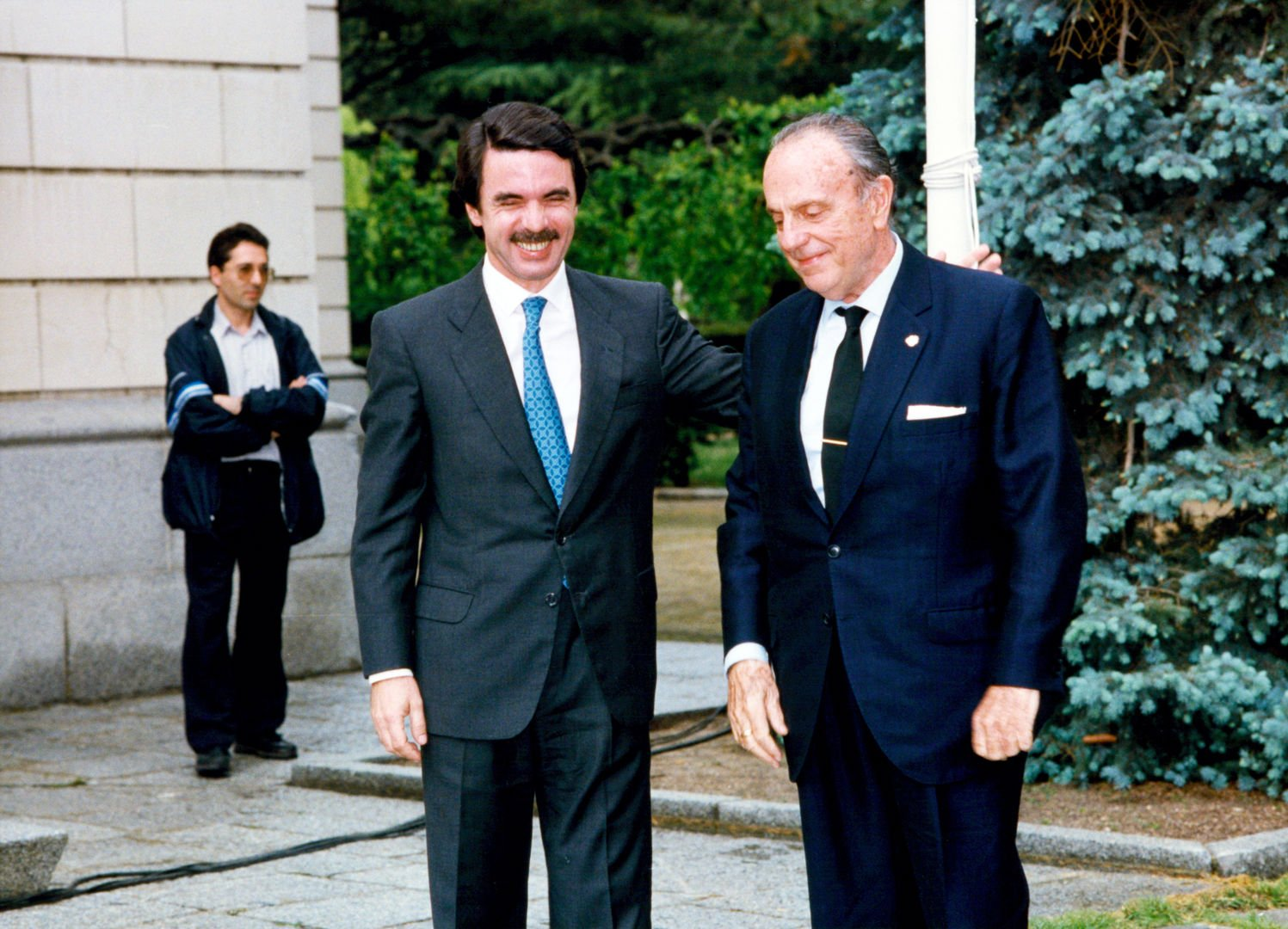
José María Aznar junto a Fraga, presidente de la Junta de Galicia

Fraga decidió entonces volver a Galicia y presentarse a las elecciones al Parlamento gallego en coalición con una fuerza nacionalista moderada (Centristas de Galicia). Ofreció un programa abierto al galleguismo y un mensaje de recuperación de la dignidad de la autonomía gallega en un momento en que gobernaba un tripartito (PSdeG-PSOE, Coalición Galega y Partido Nacionalista Galego) resultante de una moción de censura, y obtuvo una mayoría absoluta.
Durante el mandato de quince años que siguió, Fraga ejerció un fuerte liderazgo y se convirtió en una de las figuras más influyentes de la política autonómica gallega. Desarrolló un galleguismo culturalista con especial énfasis en el folclorismo y la "autoidentificación", así como una defensa de la administración única para Galicia, Cataluña y el País Vasco, que dejaba fuera las materias de Estado.En torno a su figura, desarrolló también un perfil propio para el Partido Popular de Galicia independiente de la línea marcada a nivel estatal por José María Aznar.

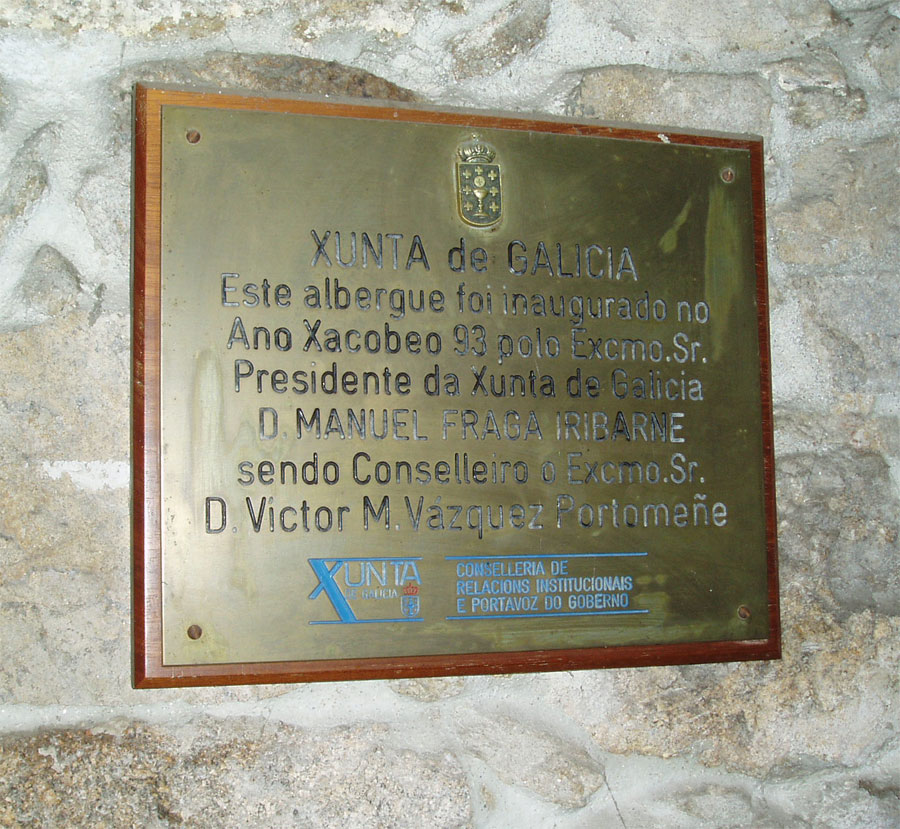
Placa en el albergue para peregrinos de Palas de Rey, fundado en 1993

Sus detractores[¿quién?][cita requerida] le acusaron de fortalecer las redes de poder provincial en las que descansaba el tradicional caciquismo gallego y de establecer un control de los medios de comunicación gallegos por la vía de convenios y subvenciones. Le hicieron responsable de una política desarrollista escasamente planificada. Proliferaron parques empresariales en zonas de nula vocación industrial, concentraciones parcelarias sin real interés agrario e inversiones dispersas al servicio de líderes locales con escasos efectos multiplicadores. Recordaron que su período fue el de la consolidación del feísmo urbano, de la destrucción de valores paisajísticos gallegos (monocultivo de eucalipto, minicentrales eléctricas, parques eólicos, macroplantas de acuicultura y canteras en espacios de alto valor natural) y el de la colosal contaminación de las rías. El macroproyecto arquitectónico de la Cidade da Cultura ha sido objeto también de vivas controversias.

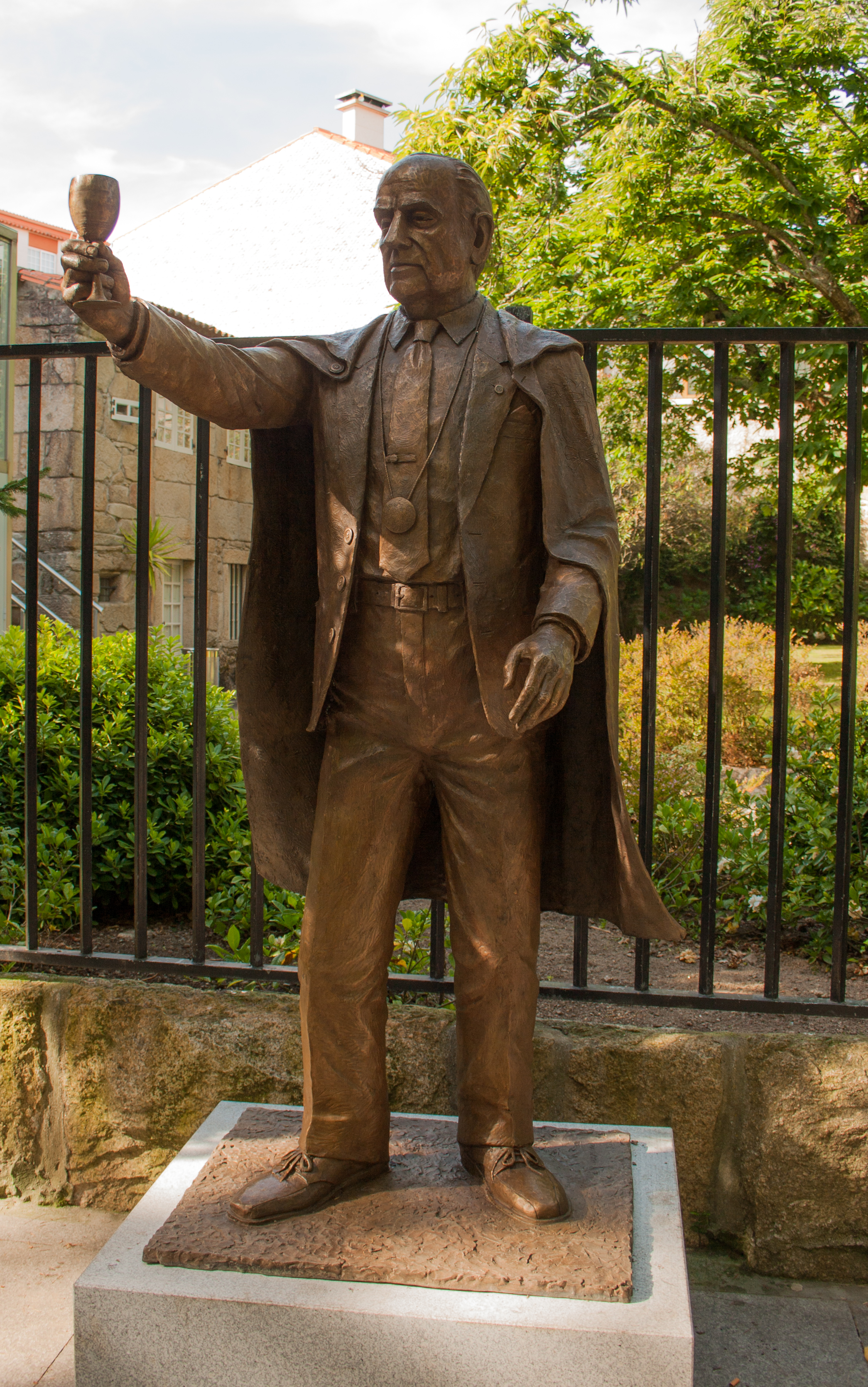
Estatua de Manuel Fraga en Cambados (Pontevedra), en reconocimiento a su impulso a la viticultura, inaugurada en 2012 y retirada en 2017 por el ayuntamiento del BNG.

Sus partidarios[¿quién?][cita requerida] hacen hincapié en los avances en electrificación y telefonía rural, el desarrollo de la viticultura y el saneamiento ganadero, la mejora de las carreteras interiores, la defensa de la conexión con la Meseta mediante autovías, el despegue espectacular del desarrollo turístico a mediados de los 90 y la eficaz ayuda a decenas de miles de emigrantes en Argentina y Uruguay, durante la aguda crisis económica que padecieron estos países a principios del siglo XXI. Destacan la política de extinción de incendios forestales que pasó de 100 000 hectáreas quemadas en 1989 a un promedio de 20 000 en los años de su mandato. Recuerdan que, con Manuel Fraga, Galicia obtuvo transferencias competenciales que la colocaron a un nivel de autogobierno equiparable al de Cataluña.
Manuel Fraga fue uno de los presidentes autonómicos pioneros en desarrollar una activa acción exterior, algo que se creía vedado para las comunidades autónomas en función de la competencia del Estado central en materia de relaciones internacionales. Fueron polémicas sus buenas relaciones con Fidel Castro, influidas por el hecho de que la familia de Fraga había vivido en Cuba, mientras que el padre de Fidel era gallego.
Contribuyó a la mutación del espectro político gallego. Sus posiciones galleguistas y las redes locales de poder hicieron desaparecer a Coalición Galega y el nacionalismo de centro. Aumentar al 5 % el número de votos necesarios para conseguir representación, acabó aglutinando al nacionalismo de izquierdas en torno al BNG, que llegó a ser en sus dos últimas legislaturas la segunda fuerza política en Galicia vinculado a la figura del líder nacionalista Xosé Manuel Beiras, con el que Fraga sostuvo numerosos debates.
Como consecuencia del hundimiento del petrolero Prestige cerca de las costas gallegas a finales de 2002, Fraga fue muy criticado por la inacción y división desatada en el seno su gobierno, entre los que demandaban una mayor exigencia hacia el Gobierno de Aznar y los que optaban por la sumisión. Aznar acabó imponiendo la salida del gobierno de su delfín (Xosé Cuíña Crespo), ofreciendo a cambio un Plan de infraestructuras conocido como Plan Galicia. La masiva contestación en las calles, azuzada por el colectivo nacionalista[cita requerida] Nunca Máis, no impidió que, pocos meses después, el PP saliera ganador de las elecciones municipales en la mayoría de las poblaciones costeras afectadas por la marea negra, aunque con retrocesos significativos en las ciudades y villas de tamaño medio, como Vivero, Ribadeo, Monforte de Lemos o Carballo.
En 2005, siendo ya uno de los mandatarios en activo más ancianos del mundo, perdió la mayoría absoluta, formándose una alianza de gobierno entre PSdeG y BNG que nombró presidente de la Junta de Galicia a Emilio Pérez Touriño (PSdeG).

### Años finales
Fraga ocupó un puesto de senador designado por el Parlamento gallego, cargo para el que fue elegido en 2006 con 74 votos de los 75 que conforman el parlamento autonómico. En marzo de 2008 volvió a ser designado senador autonómico por Galicia, esta vez con los votos del Bloque Nacionalista Galego y del PSOE. Su partido optó por abstenerse en esta votación.
Fue uno de los políticos en activo más ancianos del mundo, dedicándose a la escritura de libros (donde supera los 80) y a dar conferencias. Fraga ocupó desde 1990 el cargo honorífico de presidente-fundador del PP. Presidió, al ser el senador más longevo, la mesa de edad en la constitución de la cámara alta en 2008, donde aprovechó para recordar su idea de reformar el Senado en un sentido autonomista.

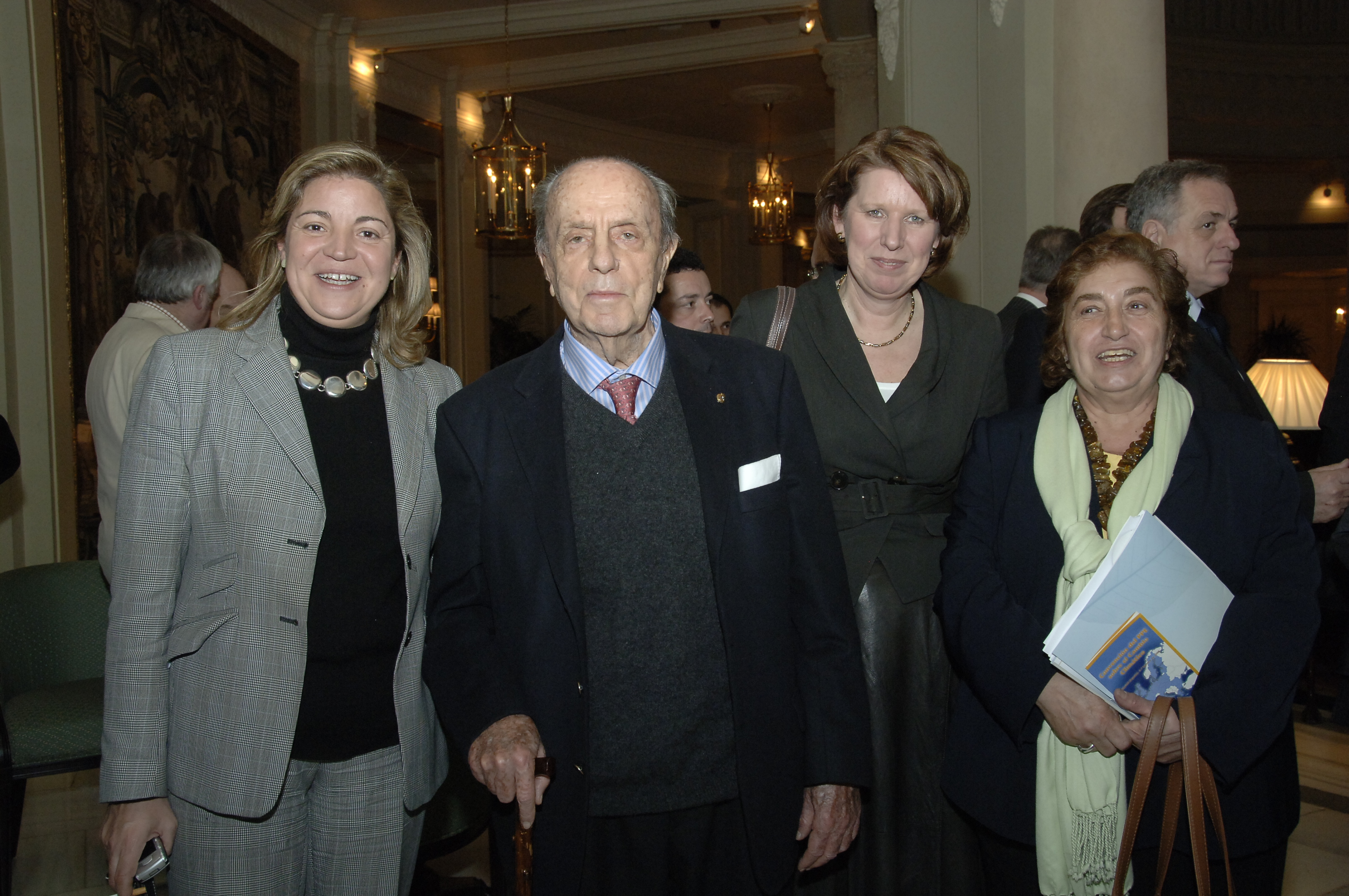
Manuel Fraga en una convención del Partido Popular Europeo en Madrid, el 7 de febrero de 2008

Fraga tuvo una posición propia con eco por sí misma dentro de su partido. Defendió posiciones claras en polémicas internas. Así mostró su simpatía por el entonces alcalde de Madrid, Alberto Ruiz-Gallardón, en quien vio un líder capaz de captar el voto progresista, defendió la reforma del Estatuto de Andalucía pese a la adjetivación como nacional que contiene para esa comunidad, advirtió de los peligros de hacer seguidismo a la cadena radiofónica COPE por sus posiciones que él juzgó como demasiado extremistas, abandonó una votación en el Senado para no ir en contra de una de sus ideas autonomistas (la participación autonómica en la designación de los magistrados del Tribunal Constitucional) y animó a una línea reformista sin renunciar a los valores tradicionales de la derecha española. En la trama del Caso Gürtel - investigación iniciada en febrero de 2009 por una presunta red de corrupción política vinculada al Partido Popular - Fraga, en unas declaraciones a la Cope, se refirió a Rita Barberá como «extraordinaria y por encima de toda sospecha». Añadió que «no diría lo mismo» de Francisco Camps, mostrando así indicios de duda sobre la inocencia o culpabilidad del político valenciano en dicha trama.El 2 de septiembre de 2011 anunció su renuncia a la política activa.

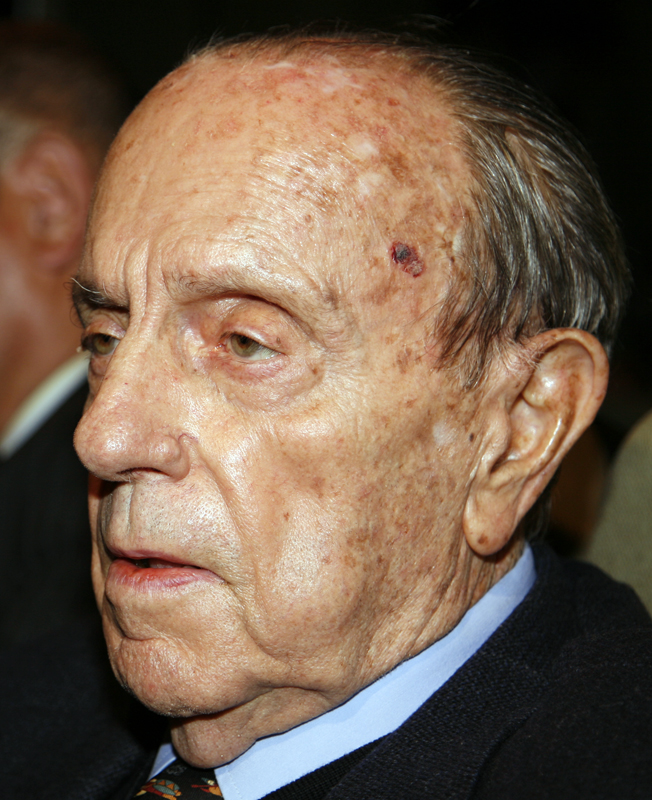
Manuel Fraga en 2007.

### Fallecimiento

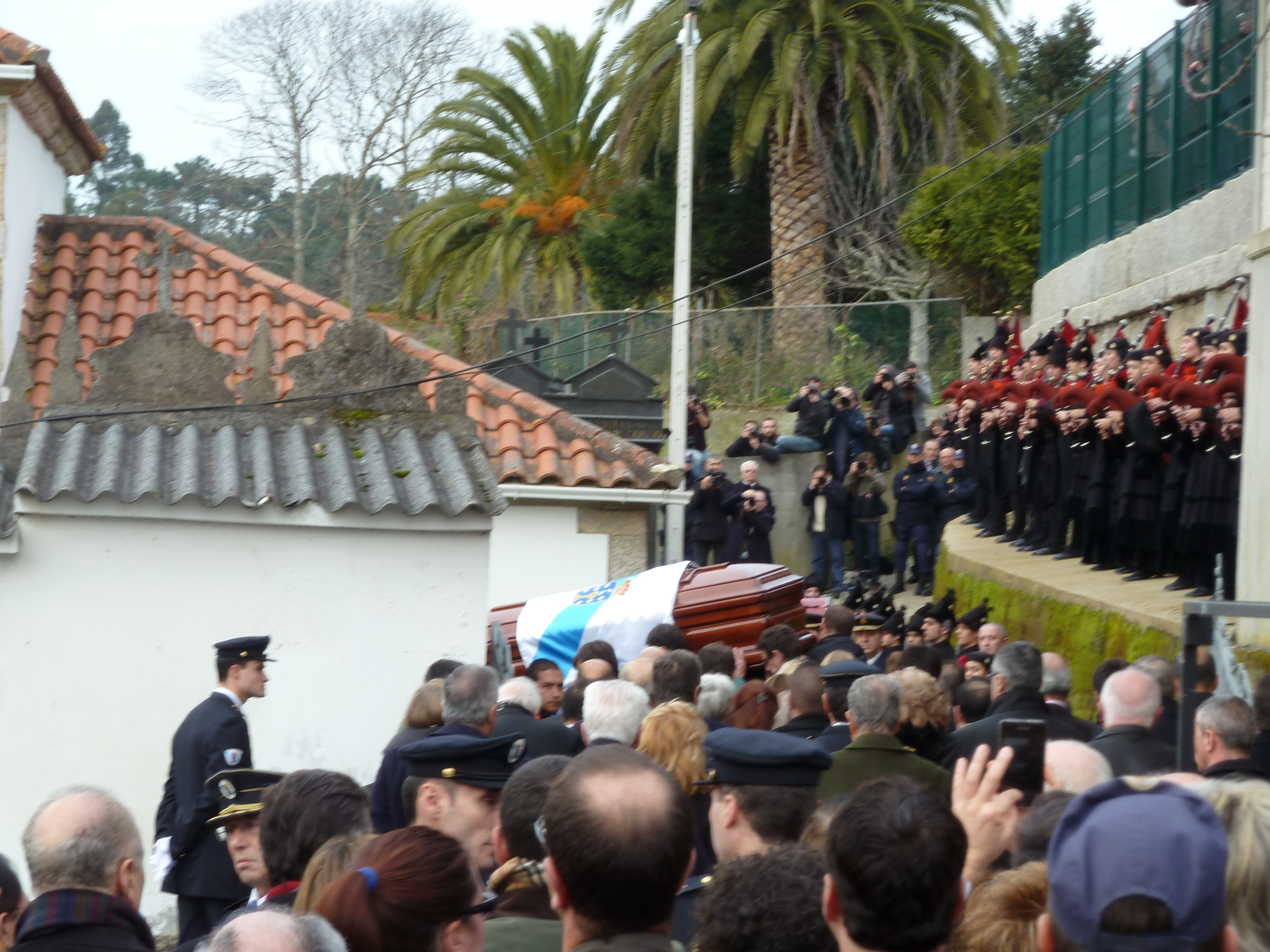
Ataúd de Manuel Fraga entrando en la iglesia de Perbes, ante la Real Banda de Gaitas.

El 15 de enero de 2012, aproximadamente a las 22:30 horas, Fraga murió con 89 años en su casa de Madrid a consecuencia de un paro cardiaco, al no haberse recuperado de una neumonía que le atacaba desde hacía varios días. A la capilla ardiente instalada en su domicilio asistieron numerosas personalidades de la política, como Mariano Rajoy, el cual destacó que Fraga es "uno de los grandes del pasado siglo y de este en el que estamos", Dolores de Cospedal, presidenta de Castilla-La Mancha, Alberto Ruiz Gallardón, ministro de Justicia, quién señalo que Fraga "ha colocado los intereses de España por encima de cualquier interés personal" o el expresidente del Gobierno José María Aznar y su esposa Ana Botella (entonces alcaldesa de Madrid). Aznar aseguró que "se ha ido una persona cuyo nombre merece ser escrito con mayúsculas". Esperanza Aguirre, presidenta de la Comunidad de Madrid, lo calificó como "un gran patriota" y ha considerado que su muerte es una "pérdida para todos". También pasaron por dicha capilla ardiente la vicepresidenta del Gobierno Soraya Sáenz de Santamaría, los ministros de Industria (José Manuel Soria), Fomento (Ana Pastor), Hacienda (Cristóbal Montoro) e Interior (Jorge Fernández Díaz) y el exministro de Interior Jaime Mayor Oreja. También acudieron los reyes Juan Carlos y Sofía con la infanta Elena y los líderes regionales del PP, como el candidato a la presidencia de la Junta de Andalucía, Javier Arenas, Alicia Sánchez Camacho y Rita Barberá.
El cuerpo fue posteriormente trasladado a la localidad de Perbes. Acompañado por los acordes del himno de Galicia se realizó un misa de cuerpo presente en su iglesia parroquial, la cual se quedó pequeña para acoger a los centenares de asistentes. Fue enterrado en el panteón de la familia Fraga-Estévez en el cementerio de la localidad junto a su esposa, como era su deseo.

## Pensamiento

### Visión de Galicia
A partir de su Presidencia de la Junta de Galicia, Fraga comenzó a desarrollar un galleguismo culturalista con especial énfasis en el folclorismo y aspectos culturales como la comida, la vida rural, las gaitas o el Camino de Santiago.Defendió que la inserción de Galicia en España y Europa se remontaba al Imperio romano, distanciándose con ello del independentismo gallego, y consideró que el Camino de Santiago desempeñó un papel fundacional para la Europa moderna,en línea con el discurso de Juan Pablo II en su visita a la ciudad en 1982. En el ámbito de la política pública, promovió políticas culturales y turísticas acordes con esta visión, desarrollando la marca del Xacobeo y el macroproyecto de la Cidade da Cultura de Santiago de Compostela.También defendió una defensa de la administración única para Galicia, Cataluña y el País Vasco, que dejaba fuera las materias de Estado.

### Memoria histórica
En 2007, en unas declaraciones a  Faro de Vigo, comparó a Franco con Napoleón, afirmando que "el franquismo ha sentado las bases para una España con más orden", y respaldó las declaraciones de Jaime Mayor Oreja, dirigente del Partido Popular que se negó a condenar el franquismo. Consideró que la España de la década de 1930 «no era para vivir», comentando el asesinato de José Calvo Sotelo. Al mismo tiempo criticó al presidente del Gobierno, José Luis Rodríguez Zapatero:

Todo esto de la Memoria Histórica ... un intento de ir a contramarcha de la historia.

Anteriormente, El País había expuesto que la Junta patrocinó La mentira histórica desvelada (1994) de Juan Luis Beceiro, un libro negacionista del Holocausto del que el propio Fraga escribió el epílogo.

### Visión de Hispanoamérica
Fraga defendió el papel de Europa, y en particular el Imperio español y portugués y los gallegos (haciendo referencia al poema Os Eoas de Eduardo Pondal) desempeñaron en la conquista de América y la difusión de "una forma de cultura y civilización superiores" y de progreso. Asimismo consideró que las Leyes de Indias reconocían los derechos humanos de los indígenas y que Europa aportó a América infraestructura material y cultural hasta que esta alcanzó su "mayoría de edad", y revindicó el papel posterior de la emigración a América, incluyendo los exiliados del régimen franquista.
En este sentido enmarcó su amistad con el mandatario cubano Fidel Castro, de origen familiar gallego y que realizó una sonada visita oficial a Galicia, de la que surgió el documental Fraga y Fidel. Sin embargo (2011) y el ensayo Yo podría haber sido Fidel Castro (2024).

Más allá de las diferencias ideológicas (...) es uno de los muchos símbolos de este mundo hispánico que tantas veces fue glorioso, estuvo dividido, fue despreciado injustamente y es un símbolo de independencia.

En los años cincuenta publicó obras sobre el canal de Panamá y las constituciones de Perú y Puerto Rico, participando de un debate sobre el estatus de este último. 

## Condecoraciones y reconocimientos

Escudo atribuido como caballero de la Orden de Carlos III.

### Condecoraciones españolas
Órdenes
- Gran Cruz de la Orden de Cisneros (1959)[62][63]
- Gran Cruz de San Raimundo de Peñafort (1963)[64]
- Gran Cruz de la Orden del Mérito Naval, con distintivo blanco (1965)[65]
- Gran Cruz de la Orden del Mérito Aeronáutico, con distintivo blanco (1966)[66]
- Gran Cruz de la Orden del Mérito Militar; con distintivo blanco (1966)[67]
- Gran Cruz de la Orden Civil del Mérito Agrícola (1968)[68]
- Gran Cruz de la Real y Muy Distinguida Orden de Carlos III (1969)[69]
- Gran Cruz de la Orden Civil de Alfonso X el Sabio (1973)[70]
- Collar de la Orden de Isabel la Católica (1976)[71]
- Collar de la Orden del Mérito Civil (2003)[72]

Medallas
- Medalla de Oro de la Medalla y Placa al Mérito Turístico (18 de julio de 1970).[73]
- Medalla de Oro de la Medalla de Honor de la Emigración.
- Medalla de Oro de la Medalla al Mérito en el Trabajo.
- Medalla de Oro de la Medalla de Galicia (25 de julio de 2009).

### Condecoraciones extranjeras
- Gran-Cruz de la Orden Militar de Nuestro Señor Jesús Cristo de Portugal (23 de noviembre de 1992).[74]
- Gran-Cruz de la Antigua, Nobilísima y Esclarecida Ordem Militar de Santiago de la Espada, del Mérito Científico, Literário y Artístico de Portugal (23 de agosto de 1996).[cita requerida]
- Gran-Cruz de la Orden del Infante Don Enrique de Portugal (16 de marzo de 1964).[cita requerida]
- Gran-Cruz de la Orden del Mérito de la República Federal de Alemania Occidental.[cita requerida]
- Gran-Cruz de la Orden Nacional de la Cruz del Sur de Brasil.[cita requerida]
- Gran-Cruz de la Orden de Río Branco de Brasil.[cita requerida]
- Gran-Cruz de la Orden Nacional Juan Mora Fernández de Costa Rica.[cita requerida]
- Gran-Cruz de la Orden Nacional al Mérito del Ecuador.[cita requerida]
- Medalla de Oro Orden del Quetzal de Guatemala.[cita requerida]
- Gran-Cruz de la Orden Rubén Darío de Nicaragua.[cita requerida]
- Gran-Cruz de la Ordem Nacional del Mérito del Paraguay.[cita requerida]
- Gran-Cruz de la Orden El Sol del Perú.[cita requerida]
- Medalla de la República Oriental del Uruguay (12 de julio de 1994).[75]
- Medalla de lá Orden del Libertador de Venezuela.[cita requerida]
- Gran-Cruz de la Orden de Wissam Al-Alawi de Marruecos.[cita requerida]
- Gran-Cruz de la Orden del Mérito de la República Árabe Unida.[cita requerida]
- Caballero de la Pontifícia Orden Ecuestre de San Gregorio Magno de la Santa Sede.[cita requerida]
- Caballero de Gran-Cruz de la Orden Ecuestre del Santo Sepulcro de Jerusalén de la Santa Sede.[cita requerida]

### Reconocimientos y premios académicos
- Se licenció y doctoró en Derecho, con premio extraordinario.
- Número uno de su promoción en la oposición en el Cuerpo de Letrados de las Cortes Españolas (1945).
- Número uno de su promoción en la oposición de la Escuela Diplomática (1947).
- Doctor honoris causa por la UNED (España), Universidad Autónoma de Tamaulipas (México), Universidad de Salvador de Bahía (Brasil), Pontificia Universidad Católica Madre y Maestra (República Dominicana), Universidad de San Petersburgo (Rusia), Universidad de Ciencias Empresariales y Sociales de Buenos Aires (Argentina), Universidad de Santiago de Cuba, Universidad de La Trobe (Australia), Universidad del Valle de Itajaí (Brasil), Universidad Notarial Argentina, Universidad FASTA de Mar del Plata (Argentina), Universidad de la Empresa (Uruguay), Universidad de León (España), Universidad de Lisboa (Portugal), Universidad Popular Autónoma del Estado de Puebla (México).
- Profesor Honorario de la Universidad de Guadalajara y de la Universidad de Buenos Aires.
- Decano Honorario del Colegio de Abogados de Santiago de Compostela.
- Doctor honoris causa con nombre en placa de la Facultad de Derecho de la Universidad de Lisboa.

### Otros reconocimientos
- Hijo Predilecto o Hijo Adoptivo de numerosas poblaciones, entre otras: La Coruña, León, Verín, Santiago de Compostela y Ferrol.
- En su honor, se denominan calles en poblaciones como: Santiago de Compostela, Soria, Torremolinos, Ponferrada o Almería.
- Fue designado "presidente de honor" del club de fútbol Racing Club de Ferrol el 18-01-1965.
- El centro de educación infantil y primaria de Cariño (La Coruña), toma su nombre.
- Su casa natal, ubicada en Villalba (Lugo), acoge un museo en su honor.
- Académico Correspondiente de la Real Academia de Ciencias Económicas y Financieras[76] (1962-16/01/2012)
- Académico Supernumerario de la Real Academia de Doctores de España[77]
- Académico Numerario de la Real Academia de Ciencias Morales y Políticas (26/04/1962-16/01/2012),
- Presidente de Honor de la Asociación de Vecinos "As Dunas de Corrubedo", cuya localidad visitó en varias ocasiones, siendo candidato y Presidente de la Junta de Galicia.

## Obras
- La acción declarativa, 1944
- Luis de Molina y el Derecho de la guerra, 1947
- Así se gobierna España, 1949
- La crisis de las clases medias, 1950
- Razas y racismo en Norteamérica, 1950
- El control de las relaciones internacionales por el Senado norteamericano, 1951
- La reforma del Congreso de los Estados Unidos, 1951
- El Congreso y la política exterior de los Estados Unidos, 1952
- Las Constituciones de Puerto Rico, 1953
- El Canal de Panamá: geopolítica, diplomacia y derecho internacional, 1953
- Las constituciones del Perú, 1953
- La legislación delegada y su control en la Gran Bretaña, 1954
- La educación en una sociedad de masas, 1954
- El Gabinete inglés, 1954
- La política, la razón y la moral, 1955
- Balmes, fundador de la Sociología positiva en España, 1955
- Don Diego de Saavedra y Fajardo y la diplomacia de su época, 1955
- La crisis del Estado, 1958
- El reglamento de las Cortes españolas, 1959
- Las transformaciones de la sociedad española contemporánea, 1959
- La familia española ante la segunda mitad del siglo XX, problemas y soluciones, 1959
- El Estado y la política europea, 1960
- La familia y la educación en una sociedad de masas y máquinas, 1960
- Guerra y diplomacia en el sistema actual de las relaciones internacionales, 1960
- Promoción social y educación, 1961
- Organización de la convivencia, 1961
- El hombre y lo humano en el pensamiento político contemporáneo, 1961
- El sistema electoral británico en la actualidad y la función representativa de la Cámara de los Comunes, 1961
- El sindicalismo como fuerza política, 1961
- El 18 de Julio y la juventud, 1961
- El Parlamento británico. Desde la "Parliament act" de 1911, 1961
- Estructura política de España: la vida social y política en el siglo XX, 1961
- Política y economía, 1962
- Guerra y conflicto social, 1962
- Guerra y política en el siglo XX, 1962
- Forma política de la unidad europea, 1962
- El nuevo anti-maquiavelo, 1962
- Estudios de la Teoría de la sociedad y del Estado, 1962
- La guerra y la teoría del conflicto social, 1962
- El nuevo anti-maquiavelo, 1962
- El orden político en los principios del movimiento nacional, 1963
- Cinco loas. Con ilustraciones de Gregorio Prieto, Teodoro Delgado, Goñi, Esplandiú, Pico. 1965
- Horizonte español, 1965
- Estructura política de España, 1970
- Sociedad, política y gobierno en Hispanoamérica, 1971
- La obra constituyente del presidente De Gaulle, 1972
- Sociedad, región, Europa, 1973
- El Estado y la Iglesia en España, 1972
- El problema de la unidad europea y España, 1973
- Legitimidad y representación, 1973
- La República, 1973
- Ramiro de Maeztu y el pensamiento político británico, 1974
- La mujer y la política, 1975
- Las leyes, 1975
- El desarrollo político, 1975
- España en la encrucijada, 1976
- España y el futuro, 1976
- Un objetivo nacional, 1976
- Ramiro de Maeztu en Londres, 1976
- Cánovas, Maeztu y otros discursos de la segunda Restauración, 1976
- La Monarquía y el país, 1977
- Los nuevos diálogos, 1977
- Alianza Popular, 1977
- Los fundamentos de la diplomacia, 1977
- La Constitución y otras cuestiones fundamentales, 1978
- La crisis del Estado Español, 1978
- Jovellanos en la perspectiva de la sociedad española actual, 1979
- Después de la Constitución y hacia los años 80, 1979
- Navarra en la encrucijada política de España, 1980
- Ideas para la reconstrucción de una España con futuro, 1980
- Memoria breve de una vida pública. Memorias (1962-1975), 1980
- El pensamiento conservador español, 1981
- El debate nacional, 1981
- España, entre dos modelos de sociedad, 1982
- El cañón giratorio: conversaciones con Eduardo Chamorro, 1982
- Socialismo contra sociedad y clase media, 1983
- Poder autonómico, poder municipal: consideraciones sobre las autonomías y la representación local, 1983
- La leal oposición, 1983
- El socialismo ha muerto, 1984
- El retorno a las raíces, 1984
- Dos planteamientos políticos: el Estado de la Nación y la Ley de Presupuestos, 1984
- El Estado de la Nación, 1985
- Razón de Estado y pasión de Estado, 1985
- El cambio que fracasó, 1986
- España bloqueada, 1986
- En busca del tiempo servido. Memorias (1975-1986), 1987
- Cánovas del Castillo, cien años después, 1988
- De Santiago a Filipinas, pasando por Europa, 1988
- España y Europa, 1989
- Galicia ayer, hoy, mañana, 1989
- Galicia y el desarrollo autonómico, 1990
- Galicia en España y en Europa, 1990
- Manuel Fraga Iribarne. Discurso de investidura, 1990
- La cultura gallega, pasado, presente y futuro, 1990
- Álvaro Cunqueiro: dos discursos, 1991
- Galicia en el concierto regional europeo, 1991
- A Galiza e Portugal no marco europeu, 1991
- De Galicia a Europa, 1991
- La Galicia del año 2000, 1993
- Administración única: una propuesta desde Galicia, 1993
- Da acción ó pensamento, 1993
- Ética pública y derecho, 1993
- Luces y sombra: reflexiones al final de un milenio, 1994
- El impulso autonómico, 1996
- Nuevo orden mundial, 1996
- Otra visión de Europa: escrito en Galicia, 1996
- El futuro del estado autonómico, 1996
- Nuevo orden mundial, 1996
- Galicia fin de milenio, 1997
- Cánovas del Castillo, cien años después (1897-1997), 1997
- Ciencia y tecnología: desafío político y administrativo, 2000
- Las claves demográficas del futuro de España, 2001
- La Constitución vista hoy, 2003
- Final en Fisterra. Memorias (1990-2005), 2006
- Sociedad y valores, 2006
- El Estado autonómico, 2009